# Juarez Sousa da Silva
Juarez Marques Sousa da Silva (Barras, 30 de junho de 1961) é um prelado brasileiro da Igreja Católica. É o atual arcebispo de Teresina.

## Biografia
Cursou Filosofia e Teologia no Seminário Maior Interdiocesano Sagrado Coração de Jesus em Teresina. Posteriormente, obteve a licenciatura em história da Igreja na Pontifícia Universidade Gregoriana de Roma (1998-2001)
Foi ordenado presbítero em 19 de março de 1994, na Diocese de Campo Maior.
Então ocupou os seguintes cargos: administrador paroquial de São José em Altos; vice-reitor e ecônomo do Seminário Maior Interdiocesano Sagrado Coração de Jesus de Teresina; diretor e professor do Instituto Católico de Estudos Superiores do Piauí (ICESPI).
Em 27 de fevereiro de 2008 foi nomeado pelo Papa Bento XVI como bispo de Oeiras, sendo consagrado em 17 de maio seguinte, em frente à Catedral Nossa Senhora da Vitória de Oeiras, por Lorenzo Baldisseri, núncio apostólico no Brasil, coadjuvado por Eduardo Zielski, bispo de Campo Maior e por Augusto Alves da Rocha, bispo de Diocese de Floriano.
Em 6 de janeiro de 2016 foi nomeado pelo Papa Francisco como bispo coadjutor de Parnaíba, sucedendo na administração da diocese em 24 de agosto do mesmo ano.
Em 4 de janeiro de 2023, foi promovido a arcebispo metropolitano de Teresina. A solene cerimônia de posse aconteceu a 25 de fevereiro do mesmo ano, na Praça Saraiva, em frente à Catedral Metropolitana Nossa Senhora das Dores.
Na Conferência Nacional dos Bispos do Brasil, é membro do Conselho Permanente e Presidente da Regional Nordeste 4, que compreende as circunscrições eclesiásticas do Estado do Piauí.